# Hummingbird Advertising & Design
Hummingbirds (egentligen: Hummingbird Advertising & Design) är en reklam- och kommunikationsbyrå som är medlem i Sveriges Kommunikationsbyråer. De vann ett Guldägg 2013 i kategorin Radio.
Reklambyrån tar fram kommunikationskoncept, varumärkeskommunikation, varumärkesidentiteter, varumärkesstrategier, förpackningsdesign och utvecklar koncept.
Företagets grundades 2004 och har idag 15 anställda. En av deras större kunder är Di Luca & Di Luca med varumärkena Zeta och Delizie,
som man har jobbat med sedan 2013.
Under 2012 tog man fram en ny grafisk profil för varumärket prisXtra
Bland kunderna återfinns Countryside, Randstad, Folkuniversitetet, Delizie, Unilever, Stockholm Quality Outlet, Dunlop, Goodyear, Albert Bonniers Förlag, Sturegallerian, Fastpartner och  Di Luca & Di Luca.